# Đỗ Đăng Đệ
Đỗ Đăng Đệ (biệt danh: Ông Thượng Đỗ, ông Thượng Châu Sa), tự Thứ Khanh, hiệu Tùng Đường, sinh năm Giáp Tuất (1814) tại làng Châu Sa, huyện Bình Sơn (nay thuộc xã Tịnh Châu, huyện Sơn Tịnh). Tổ tiên ông gốc người Thanh Hóa, đến đời tổ thứ sáu là Đỗ Đăng Phú, đưa gia quyến vào Quảng Ngãi định cư, lập nghiệp.

## Tiểu sử
Đỗ Đăng Đệ nổi tiếng hay chữ từ nhỏ, đỗ cử nhân khoa Tân Sửu – Thiệu Trị thứ 1 (1841) tại trường thi Hương Thừa Thiên; đỗ Phó Bảng khoa Nhâm Dần – Thiệu Trị thứ 2 (1842) – cùng khoa với Tiến sĩ Trương Đăng Trinh.
Sau khi thi đậu, Đỗ Đăng Đệ được bổ làm Kiểm thảo ở Hàn Lâm Viện, sung Nội các hành tẩu rồi lần lượt được đưa đi giữ các chức Huyện tể Tuy Hòa, Đồng Tri phủ Thuận An, Tri phủ Nghĩa Hưng (Nam Định); lại được điều về kinh làm Giám sát Ngự sử. Sau các vụ thanh xét về nhũng lạm, nhận hối lộ của các quan lại đầu tỉnh ở Bắc Ninh, Hưng Yên, Hải Dương, ông được vua Tự Đức khen ngợi, chuyển làm Hộ Thừa biện, rồi Viên Ngoại lang bộ Hình, Lang trung bộ, Án sát sứ Bình Thuận.
Tháng 10 năm Tự Đức thứ 12 (1859), khi ông đang nghỉ chức để cử tang mẹ thì có chỉ của triều đình, gác tình riêng lo việc xã tắc. Trở về Huế, Đỗ Đăng Đệ được sung chức Bang biện quân thứ Quảng Nam, rồi Bố chánh sứ Định Tường. Năm 1860, thành Định Tường thất thủ, Đỗ Đăng Đệ bị cách chức.
Sau đó, ông dần dần được phục hồi, giữ các chức Thượng biện quân vụ, Bang biện quân thứ, Hồng Lô tự khanh, Biện lý bộ Hình (1865), Kinh triệu doãn.
Năm Tự Đức thứ 21 ông được vua khen, ban thơ, đổi làm Biện lý bộ Hộ. Nhưng năm sau ông lại bị 2 lần giáng cấp, giữ Thị lang bộ Binh, sung chức Tiểu phủ sứ Tĩnh Man (thay Nguyễn Tấn), sau đổi về Thị lang bộ Hộ, chuyển làm Tham tri.
Năm 1876 (Tự Đức 29) Đỗ Đăng Đệ được sung chức Chủ khảo trường thi Thừa Thiên, Tiến thăng Thự Lễ bộ Thượng thư, sung Quốc sử quán, giữ chức Phó Tổng tài kiêm quản Quốc tử giám.
Năm 1879 (Tự Đức thứ 31) ông được nhà vua cử làm chủ khảo thi Hội. Năm sau, làm Chánh sứ toàn quyền đại thần, trong cuộc thương thảo với sứ thần Y Pha Nho. Năm 1881, mùa thu, ông về hưu, hàm Thự Thượng thư bộ Lễ.
Đỗ Đăng Đệ mất ở quê nhà năm Đồng Khánh thứ 3 (Mậu Tý - 1888), thọ 75 tuổi.
Đường hoạn lộ của Đỗ Đăng Đệ đầy gian nan, gập ghềnh nhưng ông nổi tiếng là người thông minh, tài năng toàn diện, giỏi cơ mưu, tận lực thực hiện chức trách, được cả triều đình nể phục.
Đỗ Đăng Đệ có người cháu nội là Đỗ Quân (Duân), thi đỗ Hội nguyên năm Ất Mùi (Thành Thái năm thứ 7 - 1895), vào thi đình đỗ đệ tam giáp đồng tiến sĩ xuất thân. Đây là gia đình duy nhất ở Quảng Ngãi có hai người (ông và cháu) đỗ đại khoa trong thời nho học.
Đỗ Đăng Đệ rất nổi tiếng về thơ văn, từng xướng hoạ và kết giao bằng hữu với nhiều thi sỹ, văn nhân đương thời. Rất tiếc là tập "Tùng Đường di thảo" tập hợp nhiều sáng tác của ông lại chưa được phổ biến lắm ở đời.